# Közgazdasági Politechnikum Alternatív Gimnázium
A Közgazdasági Politechnikum Alternatív Gimnázium – más néven a Poli – 1991 óta működő alapítványi iskola, amelynek fenntartója a Budapesti Politechnikum Alapítvány. Az iskola Ferencvárosban található, néhány percnyi távolságra a Klinikák metrómegállótól. 
A szándékai szerint személyiségközpontú, demokratikus, integráló iskolában többféle képzés folyik párhuzamosan. A hagyományos gimnáziumi négy évfolyamos képzés mellett hat évfolyamos képzés is zajlik az iskolában, 2006-tól mindkettő kiegészül plusz egy nyelvi előkészítő évvel.

## Képzések
A Politechnikum egyik erőssége, hogy a diákok és a szülők számára megtartó közösséget képes építeni. Ennek fontos eleme a demokratikus működés, a szociális érzékenység, a szabadidős programok, a sportolási lehetőség. A szakmai színvonal záloga a folyamatos módszertani fejlődés és az új módszerek iránti nyitottság, valamint a gyakorlati készségek fejlesztését előtérbe helyező oktatás.

## Külső hivatkozások
- Poli, az iskola honlapja (Címe: 1096, Budapest, Vendel u. 3.)